# Kily González
Cristian Alberto „Kily” González Peret (ur. 4 sierpnia 1974 w Rosario) – argentyński piłkarz, grający na pozycji lewego pomocnika. Posiada również obywatelstwo hiszpańskie. W reprezentacji Argentyny rozegrał 56 meczów i strzelił 9 goli. Wystąpił na Mistrzostwach Świata 2002. Trener piłkarski.

## Kariera piłkarska
- 1993 – 1995 – Club Atlético Rosario Central
- 1995 – 1996 – Club Atlético Boca Juniors
- 1996 – 1999 – Real Saragossa
- 1999 – 2003 – Valencia CF
- 2003 – 2006 – Inter Mediolan
- 2006 – 2009 - Club Atlético Rosario Central
- 2009 – 2010 - Club Atlético San Lorenzo de Almagro
- 2010 – 2011 - Club Atlético Rosario Central

## Sukcesy piłkarskie
- złoty medal Igrzysk Olimpijskich w Atenach
- 2. miejsce w Copa America 2004
- Mistrzostwo Hiszpanii (2002) z Valencia CF
- Zwycięstwo w Pucharze Włoch (2005, 2006) z Interem Mediolan
- Mistrzostwo Włoch (2006) z Interem Mediolan